# NGC 6741
NGC 6741, aussi surnommée nébuleuse de la Trace de fantôme (Phantom Streak Nebula) est une nébuleuse planétaire située dans la constellation de l'Aigle. NGC 6741 a été découverte par l'astronome américain Edward Charles Pickering en 1882.

## Observation
Cette nébuleuse est assez lumineuse pour être visible dans un petit télescope, mais sans doute en raison de sa petite taille apparente, elle est difficile à repérer et c'est sans doute pour cela qu'elle a été découverte tardivement. Elle est située à environ 6,8° au sud-ouest de l'étoile Delta Aquilae et à 4,5° au nord-ouest de Lambda Aquilae.

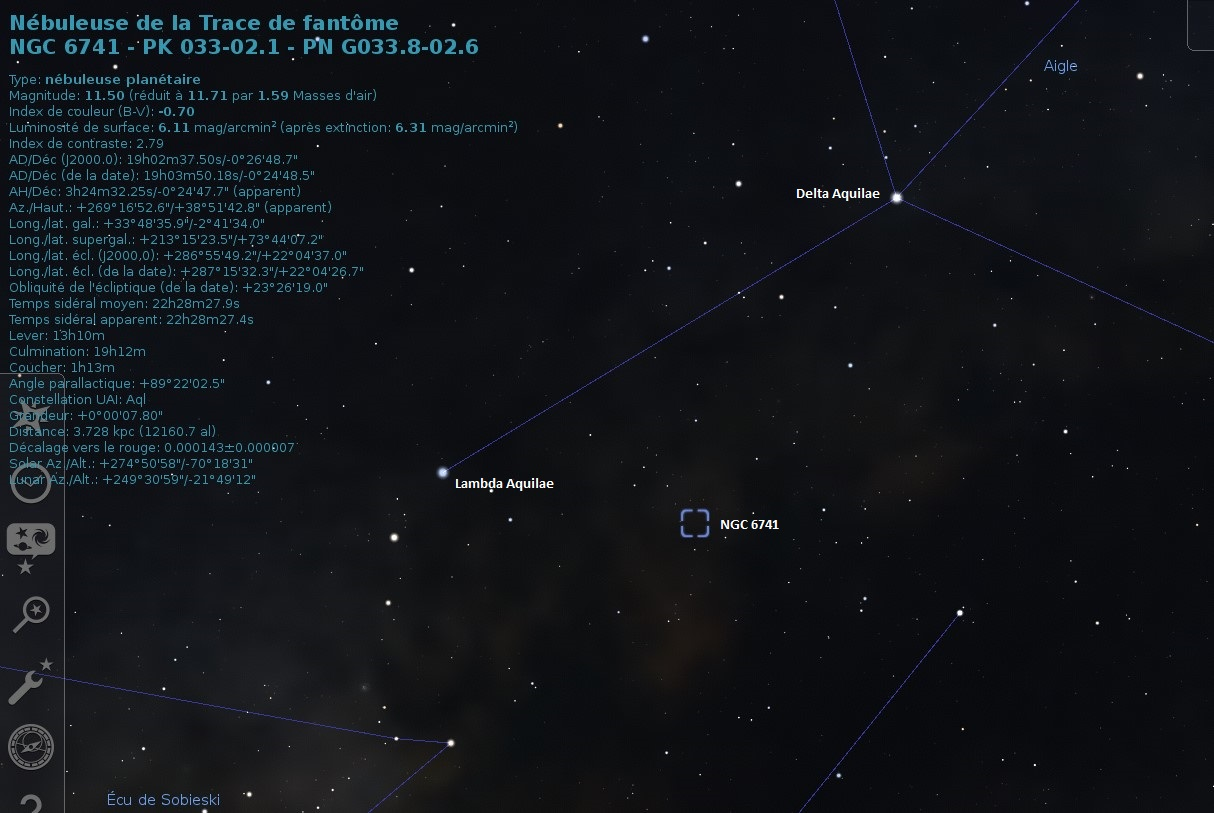
Emplacement de NGC 6741 surnommée la nébuleuse de la Trace de fantôme dans la constellation de l'Aigle (Stellarium).

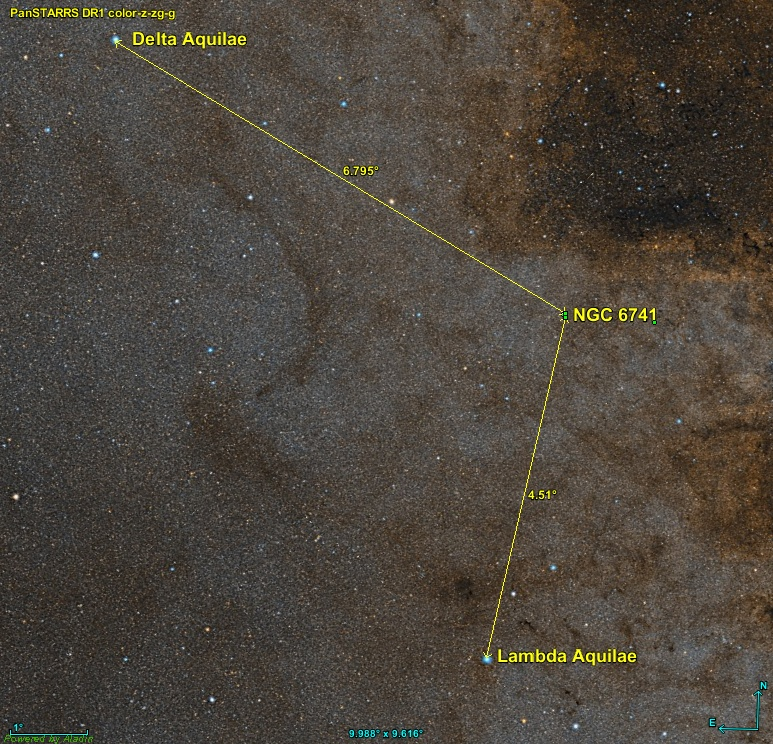
Les étoiles de l'Aigle situées près de NGC 6741.

## Caractéristiques

### Distance, taille et vitesse
Deux distances sont indiquées sur la base de données astronomique Simbad : 3,714 ± 0,743 kpc (∼12 100 al) et environ 3 728 pc (∼12 200 al). Puisque sa taille apparente est de 0,13′, un calcul rapide montre que son envergure est égale à 0,39 ± 0,09 al. Une publication de l'année 1995 rapporte une vitesse de 42,9 km/s.

### Température
La température de la naine blanche au centre de la nébuleuse avoisine les 180 000 K, l'une des plus chaudes connues. Une étude lui confère même 220 000 K, une température semblable à NGC 2440 et à NGC 7027. La température moyenne du gaz de la nébuleuse est de 10 000 K, mais les observations du télescope spatial Hubble ont montré que la température près du centre atteint 18 000 K. On a détecté l'étoile centrale à une magnitude de 20,0 et sa masse est d'environ 0,6 {\displaystyle M_{\odot }}. La nébuleuse prend de l'expansion à une vitesse de 22 km/s.

## Galerie

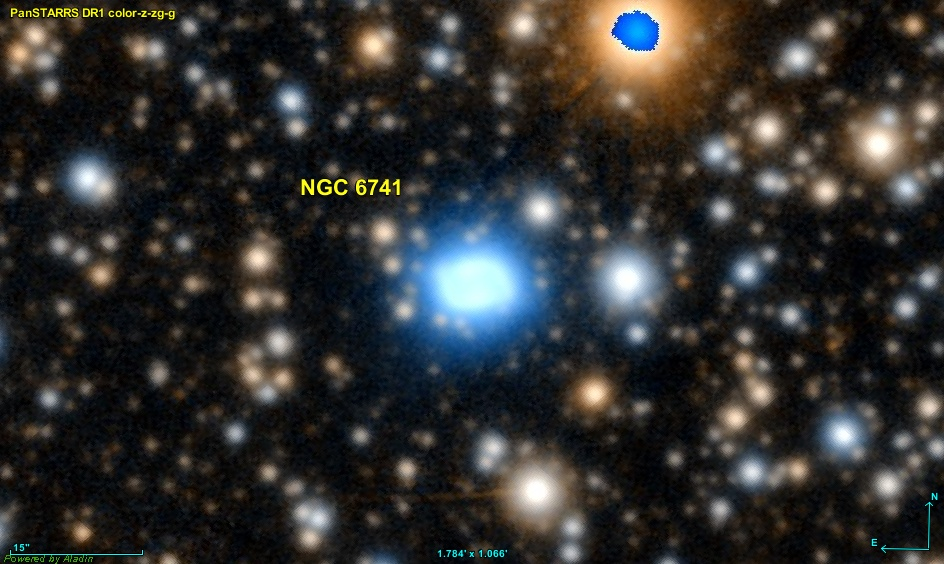
NGC 6741 par le relevé Pan-STARRS.
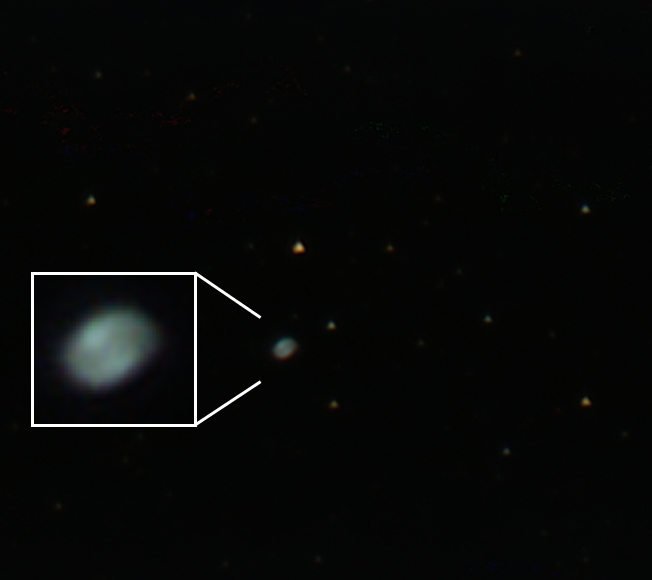
Photographie de NGC 6741 captée avec un télescope de 25 cm.